# Joseph Charles Bailly
Pour les articles homonymes, voir Bailly.
Joseph Charles Bailly, né le 9 novembre 1777 à Nancy et mort à Paris le 26 novembre 1844, est un minéralogiste français à bord du Naturaliste au départ de l'expédition Baudin.

## Biographie

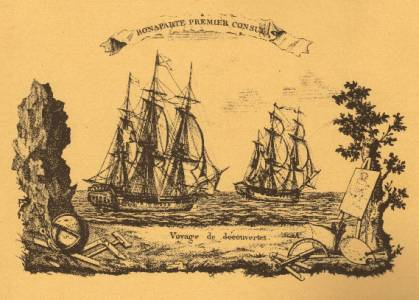
Le Géographe et Le Naturaliste

Joseph Charles Bailly naît le 9 novembre 1777 à Nancy où son père est avocat au parlement,, et sa mère la fille du secrétaire perpétuel (de 1752 jusqu'à sa mort en 1765) du collège royal des médecins de Nancy, médecin ordinaire  de Stanislas Ier, roi de Pologne et duc de Lorraine. Il se présente et est reçu en 1796 à l'École polytechnique où il est admis le 7 nivôse an V (27 décembre 1796). Le mathématicien Hachette, adjoint de Monge dans le département consacré à la géométrie descriptive, précise dans sa Correspondance sur l'École impériale Polytechnique que Bailly fait partie de la promotion de frimaire an V (novembre-décembre 1796) et Fourcy, bibliothécaire et secrétaire du Conseil d'administration de l'École polytechnique (1818-1842) qui fait autorité, le range dans la promotion 1796 (An V).
La fiche matricule de Bailly apporte en outre les précisions suivantes : « ... Le Cen Bailly se trouvant compris dans la 1re classe de la conscription a quitté l'École le 30 floréal an VII (19 mai 1799) pour se conformer à l'arrêté du Directoire du 13 du même mois. ... Autorisé à se rendre à Paris pour y subir l'examen, s'est présenté à l'École le 2e jour complémentaire an VII (18 septembre 1799). Par lettre du Ministre de la Guerre en date du 4 frimaire an VIII (25 novembre 1799) le Cen Bailly a été autorisé à rester à l'École jusqu'au mois de germinal suivant [mars-avril 1800] à l'effet de se présenter à subir l'examen qui doit avoir lieu à cette époque pour le service de l'artillerie. ... A cessé de faire partie des élèves à compter du 1er prairial an VIII (21 mai 1800) ». Une écriture conservée dans les actes de la séance du 27 floréal an VIII (17 mai 1800) du Conseil d’instruction et d’administration de l’École, précise que « Le Cen Bailly n’ayant pas été reçu dans l’artillerie, et son temps à l’École étant fini, cessera d’en faire partie à compter du 1er prairial ».
Bailly se retrouve ainsi dans le service des arts et manufactures comme l'indique la correspondance de Hachette publiée en 1808 qui précise de plus, en renvoi de bas de page : « M. Bailly ; naturaliste de l'expédition du Capitaine Baudin. À son retour il a enrichi les collections nationales d'objets précieux. D'après son témoignage, on trouve des élèves de l'École polytechnique dans tous les pays habités ; partout il a reçu d'eux l'accueil amical et le genre de secours approprié à sa position. Les anciens élèves jouissent partout d'une haute considération méritée par une excellente conduite ». A priori, d'après l'ouvrage de Hachette, ce service des arts et manufactures apparaît uniquement pour la promotion 1796 et ne concerne que trois élèves : Bailly, Berthollet (fils unique du chimiste Berthollet,, l'un des pères fondateurs de l'École) et Carlet, (1797, pour Fourcy).
Lorsque Bailly termine sa scolarité en mai 1800, la jeune communauté scientifique parisienne ne parle que du prochain voyage du siècle qui va débuter, pour lequel a donné son aval Bonaparte, de retour de l'expédition d'Égypte du siècle qui s'achève. Les places y sont extrêmement recherchées ; certains font même intervenir leurs familles auprès du Premier consul. C'est peut-être ce à quoi doit se résoudre Bailly qui a tant envie de partir mais ne peut prétendre aux deux postes de géographes pris par Boullanger et Faure ni n'envisage non plus d'entamer une nouvelle carrière d'officier de Marine, tels Moreau ou Maurouard, tous ses anciens des deux premières promotions 1794 et 1795, parmi les six polytechniciens que comptera cette expédition. Bien que les études qu'il a poursuivies ne l'y prédestinent pas, il est pourtant accepté contre toute attente comme minéralogiste avec Depuch, lequel présente réellement la qualification voulue après des études à l'École des mines de Paris où il a eu comme professeur Dolomieu, membre de l'Institut.
L'expédition est en effet soigneusement préparée et l’Institut, récemment créé en 1795 pour remplacer les anciennes académies supprimées par la Convention, joue un rôle déterminant en créant à cet effet une commission comprenant la fine fleur des savants de l’époque : Lacépède, Jussieu, Laplace, Cuvier, Bougainville, Fleurieu, Bernardin de Saint-Pierre, et quelques autres moins célèbres. C’est la première fois, dans l’histoire des voyages de découvertes, qu’est mis à contribution un tel nombre de sommités scientifiques, chargées de préparer les instructions qui seraient données au chef de l’expédition.
Même pas cinq mois après avoir quitté définitivement l'École polytechnique, Bailly part de cette façon le 27 vendémiaire an IX (19 octobre 1800) du Havre à bord du Naturaliste de Hamelin pour un voyage de découvertes aux terres australes tandis que son collègue minéralogiste Depuch embarque à bord du Géographe commandé par Baudin, qui s'est vu confier la responsabilité de l'expédition. Dès la première escale à Santa Cruz de Ténériffe,, Bailly participe avec enthousiasme à une petite équipée scientifique dans l'île, en compagnie d'autres collègues “savants”. Emportés par leur zèle, les deux minéralogistes ploient sous le poids des pierres amassées et sur le chemin du retour, sont bientôt obligés d'en abandonner une partie.
Arrivée le 27 mai 1801 en Nouvelle-Hollande au cap Leeuwin,, près de sept mois après son départ de France, l'expédition peut enfin commencer sa mission et les “savants” commencer leurs travaux. Bailly approfondit sur le terrain ses connaissances au contact de Depuch, mais également de Péron ; les deux minéralogistes rassemblent de nombreux échantillons et consignent leurs observations dans leurs journaux de bord. Bailly se distingue en parvenant à faire produire par l'alambic, embarqué en prévision, mais « d'une construction extrêmement vicieuse », « environ quatre-vingts pintes d'eau en vingt-quatre heures, quantité égale à la consommation de quarante hommes. Si cette machine eût été plus parfaite, on aurait pu obtenir quatre cents pintes d'eau en vingt-quatre heures, et même beaucoup au-delà, ce qui suffit aux besoins journaliers de deux cents hommes ».
Lorsque Baudin décide à Port Jackson de renvoyer en France le Naturaliste et de le remplacer par le Casuarina, Bailly passe à bord du Géographe le 3 novembre 1802 en permutant avec Depuch qui, débarqué malade pendant le voyage de retour le 3 février 1803, meurt quelques jours après à l'Île-de-France. De son côté, Bailly est de retour à Lorient avec le Géographe le 25 mars 1804. Les importantes collections de spécimens de plantes et d’animaux rapportées en France par l’expédition sont accueillies avec enthousiasme et contribuent grandement au progrès des connaissances en histoire naturelle.
En revanche, les échantillons géologiques – Bailly laisse un catalogue des siens – ne suscitent pas le même intérêt. Jussieu, directeur du Muséum national d'histoire naturelle à Paris, commente en 1804, sans enthousiasme, l’apport de l'expédition à la minéralogie, terme qui inclut alors souvent la géologie : « On ne sera pas étonné que dans une recherche bornée à des côtes, la plupart désertes ou couvertes de bois, qui n’offraient ni montagnes élevées, ni ravins pour apercevoir les diverses couches de terre, ni aucun travail d’exploitation, les minéralogistes de Pusch [sic] et Bailly, n’aient pu recueillir qu’un petit nombre de minéraux insuffisants pour donner une idée exacte de la géologie de ce pays. Ce qu’ils ont rapporté servira au moins à faire connaître généralement la surface des terrains qu’ils ont visités, et à indiquer la distinction des époques auxquelles ont été produites les substances minérales qui occupent ces terrains ».
Beautemps-Beaupré, qui cherche des hommes d’expérience compétents pour lancer sa politique de relevés hydrographiques, recrute Bailly assez rapidement après son retour,. Celui-ci  peut ainsi en quelque sorte officialiser son envie d’être géographe et reste dans ce corps jusqu’à sa retraite en 1840. Il décède le 26 novembre 1844  à Paris.

## Hommages
Sur les cartes de l'Australie, Bailly a laissé son nom :
- au cap Bailly[33],[34],[35],[a 4] à l'entrée de la baie Fleurieu[a 5], une baie jouxtant la péninsule Freycinet, en Tasmanie.